# Republik Upingtonia
Die Republik Upingtonia (niederländisch Republiek (van) Upingtonia), ab 1886 Lijdensrust, war vom 20. Oktober 1885 bis Juni 1887 eine unabhängige Burenrepublik in den heutigen namibischen Regionen Otjozondjupa und Omaheke um die Etosha-Pfanne. Sie wurde nach Thomas Upington benannt und bereits zwei Jahre nach Ausruf in die Deutsche Kolonie Deutsch-Südwestafrika eingegliedert.

## Geschichte

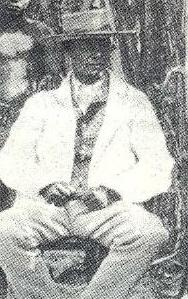
Kambonde kaMpingana

Zwischen 1874 und 1880 emigrierten Farmer aus dem südafrikanischen Transvaal als sogenannte Dorslandtrekker in die südlichen Gebiete des heutigen Angola. Hier kam es zu gewaltsamen Auseinandersetzungen mit der portugiesischen Kolonialmacht.
1885 erwarb William Worthington Jordan 50.000 Quadratkilometer Land vom König der West-Ondonga Kambonde kaMpingana. Er zahlte hierfür mit 300 Pfund Sterling, 25 Gewehren, einem Pferd und einer Kiste Branntwein. Das Land erstreckte sich über annähernd 170 Kilometer von Okaukuejo im Westen bis nach Namutoni im Osten. Kambonde erhoffte sich durch den Verkauf Unterstützung beim Kampf gegen den Ost-Ondonga-König Nehale lyaMpingana. Gleichzeitig siedelten einige Dorslandtrekker unweit von Grootfontein auf Land, das ihnen kostenlos von Jordan überlassen wurde. Am 20. Oktober riefen sie die Republik aus.
Zu dieser Zeit lebten etwa 500 Menschen in Upingtonia. Die Unterstützung durch die Kapkolonie, mit Thomas Upington als Premierminister, war wider Erwarten gering. 1886 wurde die Republik in Lijdensrust umbenannt. Georg Diederik Petrus Prinsloo war Staatspräsident. Aufgrund der Zunahme an Angriffen durch die Herero unterstellte sich die Republik der Schutztruppe für Deutsch-Südwestafrika. Jordan wurde im gleichen Jahr von Nehale lyaMpingana getötet, was zum Ende der Republik führte.
Zu den bekannten Siedlern gehörte unter anderem Axel Wilhelm Eriksson.